# Jaap Stam
Jakob "Jaap" Stam (Kampen, 17. srpnja 1972.) umirovljeni je nizozemski nogometaš. Bio je jedan od najboljih obrambenih igrača svoje generacije. Za Nizozemsku je nastupio 67 puta i postigao 3 gola.

## Klupska karijera
Stam je svoju karijeru počeo u lokalnom amaterskom klubu DOS Kampen u kojem se zadržao do 1992. godine. Početkom sezone 1992-93. prelazi u FC Zwolle za koji je debitirao 15. kolovoza 1992. Sljedeće sezone 1993-94. prelazi u SC Cambuur Leeuwarden gdje se zadržao dvije sezone. 
Nakon dvije sezone prelazi u Willem II u kojem se nije dugo zadržao pošto iste sezone prelazi u PSV Eindhoven. 
Iste sezone osvaja Nizozemski kup (KNVB Kup), a sljedeće sezone osvaja Nizozemsko prvenstvo i Nizozemski Superkup. Stam je bio važna karika PSV-ove momčadi i svojim briljantnim partijama koje je pružao zasluženo je 1997. bio proglašen "Nizozemskim nogometašem godine". Njegove dobre partije tada su primijetili čelnici Manchester Uniteda koji su iskazali interes za Stamov transfer u Manchester United. Transfer je obavljen 1998. godine, a Stam je tada postao najskupljim braničem u povijesti pošto ga je Manchester platio 10.6 mil. £.
Po dolasku u Manchester Stam se pokazao kao pogođena investicija; iste sezone osvaja UEFA Ligu prvaka, FA Premier ligu i FA kup. Iste sezone proglašen je najboljim braničem UEFA Lige prvaka i uvršten u najbolju momčad FA Premier lige za sezonu 1998-99. Također osvaja i Interkontinentalni kup. Sljedeće sezone 1999-2000. ponovo je proglašen najboljim braničem UEFA Lige prvaka, ponovo osvaja FA Premier Ligu i ponovo je uvršten u najbolju momčad FA Premier lige za sezonu 1999-2000. Sljedeće sezone treći put zaredom osvaja FA Premier Ligu i treći put zaredom je uvršten u najbolju momčad FA Premier lige.
Početkom sezone 2001-02. Manchester United je prihvatio ponudu talijanskog prvoligaša Lazia od 16.5 mil. £ za Stama. Oko tog transfera nastale su brojne kontroverze. Naime, kada je Ferguson prodavao Stama, šuškalo se da je glavni razlog tog poteza bio bijes škotskog stratega što je Stam u svojoj autobiografiji "Head to Head" iznio čitav niz detalja koji se Škotu nisu sviđali. Uostalom, Stam je u autobiografiji napisao da je Ferguson s njime pregovarao o prelasku u Manchester United bez znanja i dozvole Stamovog tadašnjeg kluba PSV-a. Nakon Stamovog odlaska, Manchester United je kao njegovu zamjenu doveo bivšeg francuskog reprezentativca Laurenta Blanca. Nekoliko godina poslije, Ferguson je izjavio da je Stamova prodaja bila velika pogreška jer je on i dalje nastavio igrati na vrhunskoj razini.
U Laziju se zadržao tri sezone i osvojio samo jedan trofej, a to je bilo osvajanje Talijanskog kupa 2004. Kao i nekolicina njegovih sunarodnjaka (Frank De Boer i Edgar Davids) Stam je bio pozitivan na testu za nedozvoljene steroide (nadrolon). Rezultati testiranja bili su obavljeni 13. listopada 2001. nakon utakmice s Atalantom. Stam je, nakon Fernanda Couta, bio drugi Laziov igrač koji je pao na navedenom testu.
Nakon Europskog prvenstva 2004. godine Stam prelazi u AC Milan. Početkom sezone 2004/05. s AC Milanom osvaja Talijanski superkup i, nakon nevjerojatnih 3-0 iz prvog poluvremena, gubi u finalu UEFA Lige prvaka od Liverpoola. Liverpool je u drugom poluvremenu nadoknadio gubitak i rezultatom 3:3 ušao u produžetke i nakon boljeg izvođenja jedanasteraca postao prvakom. Početkom 2006. godine Stam je najavio povratak u "Eredivisie" (Nizozemsku 1.ligu) i potpisao dvogodišnji ugovor s Ajaxom, iako se govorilo da će se vjerojatno vratiti u svoj bivši klub PSV Eindhoven.
Iako je bio već u poznim godinama, Stam je bio važna karika Ajaxove momčadi i zajedno s Johnnyjem Heitingom činio dobar stoperski tandem. Prve sezone osvaja Nizozemski kup i superkup, a početkom sljedeće sezone osvaja svoj posljednji superkup, a ujedno i svoj posljednji trofej kao igrač pošto je 29. listopada 2007. iznenadno objavio umirovljenje i opraštanje od aktivnog nogometa.

## Reprezentativna karijera
Stam je za reprezentaciju debitirao 24. travnja 1996. u prijateljskoj utakmici protiv Njemačke koju je Nizozemska izgubila 1-0. Od svojeg debija pa sve do oproštaja od reprezentacije Stam je bio važna karika nizozemske momčadi. Od reprezentativnog nogometa se oprostio nakon Europskog prvenstva 2004. godine, zato što se želio usredotočiti na svoj tadašnji klub AC Milan i na svoju obitelj.

## Klupski uspjesi
PSV Eindhoven
- Eredivisie: 1996/1997.
- Nizozemski Kup: 1995/1996.
- Nizozemski Superkup: 1996., 1997., 1998.

Manchester United
- FA Premier Liga: 1998/1999., 1999/2000., 2000-2001.
- FA kup: 1998/1999.
- UEFA Liga prvaka: 1998-1999.
- Interkontinentalni kup: 1999.

Lazio
- Coppa Italia (Talijanski kup): 2003/2004.

A.C. Milan
- Supercoppa Italiana (Talijanski Superkup): 2004.

Ajax
- Nizozemski Kup: 2006/2007.
- Nizozemski superkup: 2006., 2007.

## Osobni uspjesi
- Nizozemski nogometaš godine: 1997.
- Nizozemska zlatna kopačka: 1997.
- Najbolji branič UEFA Lige prvaka: 1998/1999., 1999/2000.